# Мейсвілл (Айова)
Мейсвілл (англ. Maysville) — місто (англ. city) в США, в окрузі Скотт штату Айова. Населення — 156 осіб (2020).

## Географія
Мейсвілл розташований за координатами 41°38′59″ пн. ш. 90°43′6″ зх. д. / 41.64972° пн. ш. 90.71833° зх. д. (41.649638, -90.718391).  За даними Бюро перепису населення США в 2010 році місто мало площу 0,69 км², уся площа — суходіл.

## Демографія
Згідно з переписом 2010 року, у місті мешкало 176 осіб у 68 домогосподарствах у складі 51 родини. Густота населення становила 255 осіб/км².  Було 69 помешкань (100/км²).
Расовий склад населення:
| - 98,9 % — білих - 0,6 % — азіатів |

До двох чи більше рас належало 0,6 %. Частка іспаномовних становила 0,0 % від усіх жителів.
За віковим діапазоном населення розподілялося таким чином: 20,5 % — особи молодші 18 років, 64,2 % — особи у віці 18—64 років, 15,3 % — особи у віці 65 років та старші. Медіана віку мешканця становила 47,8 року. На 100 осіб жіночої статі у місті припадало 100,0 чоловіків;  на 100 жінок у віці від 18 років та старших — 97,2 чоловіків також старших 18 років.
Середній дохід на одне домашнє господарство  становив 60 731 долар США (медіана — 33 214), а середній дохід на одну сім'ю — 57 460 доларів (медіана — 50 938). За межею бідності перебувало 18,0 % осіб, у тому числі 22,2 % дітей у віці до 18 років та 13,3 % осіб у віці 65 років та старших.
Цивільне працевлаштоване населення становило 79 осіб. Основні галузі зайнятості: роздрібна торгівля — 25,3 %, освіта, охорона здоров'я та соціальна допомога — 17,7 %, будівництво — 17,7 %.